# San Cristóbal (eiland)
San Cristóbal (oudere Engelse naam: Chatham, genoemd naar de oud-premier van het Verenigd Koninkrijk, William Pitt, 1st Earl of Chatham) is het meest oostelijke van de Galápagoseilanden. Het heeft een oppervlakte van 558 km²; het hoogste punt op het eiland is een zwaar geërodeerde, "slapende" vulkaan, die 730 meter hoog is. De zuidwesthelling van deze vulkaan heeft een vochtig klimaat, terwijl het merendeels vlakke noordoostelijke deel zeer droog is. 
Het eiland is bewoond. De hoofdstad van de Galápagosarchipel, Puerto Baquerizo Moreno, ligt op de westelijke punt van dit eiland. Voor toeristen zijn er een dozijn plaatsen die interessant zijn om te bezoeken en er zijn vijf locaties die voor de duikers de moeite waard zijn. Door de kolonisatie is het eiland in ecologisch opzicht sterk veranderd. Het eiland is zeer gevoelig voor de invloed van invasieve soorten planten en dieren. Door het verwijderen van geiten en het aanplanten van bos op de berghelling wordt gestreefd naar ecologisch herstel.

## Fauna
Er broeden twee soorten fregatvogels, de Amerikaanse- en grote fregatvogel, verder roodpoot- en blauwvoetgent. Aan de stranden bevinden zich  galápagoszeeleeuwen  (Zalophus wollenbacki) en zeeleguanen. Verder is er een rijk zeeleven met dolfijnen, haaien en roggen (waaronder de reuzenmanta). In de zuidelijke helft van het eiland ligt het grootste zoetwatermeer van de Galápagosarchipel, de Laguna El Junco. In la Galapaguera is een kwekerij voor reuzenschildpadden.

## Ecologisch herstel
Tussen 1991 en 2006 groeide het aantal toeristen enorm en het aantal hotels in Puerto Baquerizo Moreno steeg in die periode van zes naar 23. Verder is hier de grootste vissershaven van de archipel. Massatoerisme en visserij staan soms op gespannen voet met natuurbescherming. De (meestal onbedoelde) introductie van schadelijke exotische dieren en planten is een voortdurend probleem. Zo kwam in de jaren 1990 een bloedzuigend soort vliegje (Simulium bipunctata) dat veeziektes veroorzaakte. Verder woekert er een soort braam op het eiland.
Bovendien vormen verwilderde geiten een probleem voor de inheemse vegetatie. Op het eiland Isabela lukte het in 2006, in het kader van een groot project, om deze geiten met behulp van zogenaamde judasgeiten te verwijderen. Inmiddels zijn ook op San Cristóbal 3500 geiten afgeschoten, maar in het noordelijk deel van het eiland zijn er nog ongeveer 3000. Er zijn daarom hekken geplaatst rond stukken land waar ernstig bedreigde endemische planten zoals Calandrinia galapagosa (Galapagos Rock Purslane uit de familie Montiaceae waartoe ook winterpostelein behoort) groeien.

## Galerij

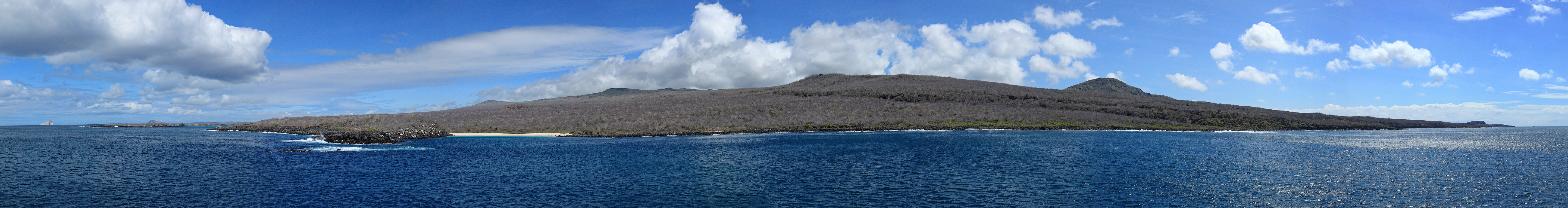
Panorama vanuit het westen